# Gemeinschaft der Eigenen
Die Gemeinschaft der Eigenen (GdE) war ein literarischer homosexueller Verein, der 1903 von Adolf Brand als einer der ersten der Welt in Berlin gegründet wurde. Er diente der Unterstützung von Brands Zeitschrift Der Eigene.

## Geschichte
Die Gruppe wurde 1903 auf der Grundlage der Abonnenten der Zeitschrift Der Eigene als eine Art geschlossener Kreis von Zeitschriftenlesern und -redakteuren gegründet. Die Gründe für die Gründung des Vereins sind unbekannt, aber Adolf Brand selbst kommentierte 1925 in einer Propagandabroschüre: „Die GdE wurde am 1. Mai 1903 in Berlin mit den Mitarbeitern und Lesern des Kunstmagazins Der Eigene gegründet, um dies zu ermöglichen sein Aussehen, das zu dieser Zeit aufgrund von Beschwerden und Verfolgung in Gefahr war.“ Hubert Kennedy interpretierte die Gründung der Gruppe als einen Versuch, der Zensur zu entkommen, und zwar nicht als Veröffentlichung für die breite Öffentlichkeit, sondern für einen geschlossenen Kreis. Die Taktik schlug fehl, und Adolf Brand wurde 1903 zu zwei Monaten Gefängnis für die Herausgabe unanständiger Magazine verurteilt. 1905 gelang es ihnen, dass das Magazin vor Gericht als „Kunstmagazin“ anerkannt wurde.
In der oben erwähnten Broschüre von 1925 definiert Adolf Brand die Gruppe als „eine private Vereinigung des Schriftstellers Adolf Brand, die ausschließlich unter seiner Leitung und Verwaltung steht“. Es gibt jedoch ein Gründungsdokument, das von zwölf Personen unterzeichnet wurde:
Der Verein wurde von ihrem Leiter Adolf Brand, dem Herausgeber der Kunstzeitschrift Der Eigene, gegründet. Das Gründungsstatuts unterzeichneten 1. der Schriftsteller Benedikt Friedländer, der Verfasser des Werkes Renaissance des Eros Urano; 2. der Rittergutsbesitzer Wilhelm Jansen, der Gründer der Organisation des Jung-Wandervogel; 3. der Maler Fidus; 4. 5. der Schriftsteller Peter Hille, der erste Kunstkritiker des Eigenen; 6. der Komponist Richard Meienreis; 7. der Schriftsteller Paul Brandt; 8. der Schriftsteller Walter Heinrich; 9. der Schriftsteller Otto Kiefer; Pseudonym „Reiffegg“; 10. der holländische Marine-Arzt Lucien von Römer; 11. der Schriftsteller Hanns Fuchs; 12. Martha Marquardt.
Die Gruppe nutzte die gesellschaftliche Vorgehensweise des Outings, d. h. die öffentliche Aufdeckung von Homosexualität durch bekannte oder einflussreiche Personen, unter Berücksichtigung der Tatsache, dass die Tat zu dieser Zeit in Deutschland ein Verbrechen war. Das erste Opfer dieser Technik war 1904 Kaplan Dasbach, ein zentristischer Politiker. Schwerer traf den Verein ein Skandal von 1907: Inmitten der Harden-Eulenburg-Affäre beschuldigte Brand Reichskanzler Bernhard von Bülow, homosexuell zu sein. Infolgedessen wurde Brand zu anderthalb Jahren Gefängnis verurteilt. Während dieser Jahre bestand der Verein weiter und Brandts Anhänger trafen sich wöchentlich.
Die Zeitschrift Der Eigene erschien erst 1919 nach dem Ersten Weltkrieg wieder. Brand diversifizierte sein Verlagsportfolio und veröffentlichte erotische Postkarten mit nackten jungen Männern in Serien sowie einige patriotische und kriegstreibende Bücher. 1916 wurde Brand in einem Prozess für nicht schuldig befunden, in dem er beschuldigt wurde, „unanständige Fotos preisgegeben“ zu haben. Seine Verteidigung war, dass die Fotografien einen wissenschaftlichen, künstlerischen und hygienischen Zweck der Rasse verfolgten, aber auf keinen Fall homoerotisch seien.
Die Gruppe hatte nach eigenen Angaben etwa 2.000 bis 3.000 Mitglieder.

## Ideale/Ziele des Vereins
Obwohl Brand ursprünglich mit Hirschfeld und dem Wissenschaftlichen Humanitären Komitee zusammengearbeitet hatte, entwickelte er einen Standpunkt, der dem des jüdischen Arztes entgegengesetzt war. Hirschfeld verteidigte die Existenz eines Dritten Geschlechts zwischen Mann und Frau in der Linie von Karl Heinrich Ulrichs und seinem Mann mit der Seele einer Frau. Stattdessen waren die Mitglieder der Gemeinschaft der Eigenen Anhänger von Elisar von Kupffer und Benedict Friedlaender, deren Werk Renaissance des Eros Uranios („Die Renaissance der Uranerotik“, 1904) sie tief beeindruckt hatte. Friedlaender verteidigte in seiner Abhandlung, dass Homosexualität ein normaler und grundlegender Wunsch des Menschen sei, und weigerte sich, Homosexualität mit Weiblichkeit zu identifizieren. Sie gingen so weit, ihre Beziehung zur „Homosexualität“ im Sinne von Hirschfeld zu leugnen, und nannten ihre Gefühle „Liebe zwischen Freunden“.
Darüber hinaus waren sie der Ansicht, dass Hirschfeld Homosexualität medizinalisiere, wie Harry Oosterhuis bemerkte: „Die meisten Autoren von Der Eigene waren der Meinung, dass ihre Gefühle und Erfahrungen in wissenschaftlichen Kategorien nicht verstanden werden konnten und dass Kunst und Literatur besser waren als Ausdrucksmittel.“ Sie lehnten jede Idee ab, dass „Liebe zwischen Freunden“ in irgendeiner Weise ungesund oder entartet sei, sondern sahen sie sogar der heterosexuellen Liebe überlegen, eine Haltung, die zu misogynen Positionen führte.
Der Arzt Edwin Bab vertrat eine andere Position innerhalb der Gemeinschaft der Eigenen. Trotz Ablehnung der von Hirschfeld vertretenen biologistischen Theorien stimmte er nicht ganz mit den Ideen von Friedlaender und Brand überein. Er glaubte, dass die homosexuellen und feministischen Bewegungen Verbündete sein sollten: Da alle Männer tatsächlich bisexuell waren, sollten Männer als Alternative zu vorehelichen und außerehelichen sexuellen Beziehungen ihre sexuellen Wünsche miteinander ausdrücken, was das Verschwinden der Prostitution ermöglichen würde.
Sowohl Friedländer als auch die GdE sehnten sich nach einer Rückkehr zum griechischen Ideal, verweigerten Frauen jede gesellschaftliche Rolle und verteidigten eine Art von Pädophilie, die dem klassischen und pädagogischen Eros ähnelte. Obwohl John Henry Mackay nicht Teil der GdE und ihrer Ideale war, die die Freiheit für Frauen verteidigten, kann er als typischer Autor dieser Art des Denkens angesehen werden.
Die Gruppe stand auch der deutschen FKK-Bewegung nahe, wobei der Schwerpunkt nicht so sehr auf der Erotik des Körpers lag, sondern auf der Nacktheit selbst und der Gesundheit, auf Stärke und Entschlossenheit. Gegen Ende hatten einige Mitglieder eine antisemitische Tendenz, einschließlich Adolf Brand, und entwickelten eine Theorie des homosexuellen Übermenschen, des Helden, der dem Heterosexuellen überlegen war. In diesem Sinne verbindet sich das Denken der GdE mit einigen Aspekten des Nationalsozialismus, in seinem Ideal des männlichen Mannes, obwohl seine anarchistischen Tendenzen und später das Bewusstsein der Homophobie des Nationalsozialismus sie auf Abstand hielt. Tatsächlich versuchte Brand durch einen offenen Brief eine Koexistenz mit dem Nationalsozialismus zu erreichen.